# Tenta
Tenta, znana tudi kot Kalavasos-Tenta, je neolitsko naselje na Cipru 4 km južno od Kalavasosa v okrožju Larnaka. Naselje je odkril kustos Muzeja Cipra Porphyrios Dikaios leta 1947.

## Zgodovina
Naselje je bilo ustanovljeno v neolitiku.

## Arheološke raziskave
Najdišče so od leta 1976 do 1984 raziskovali arheologi Univerze Brandeis, ZDA,  pod vodstvom Iana A. Todda. Izkopavanja so potekala vsa  poletja od leta 1976  do 1979. Zadnja sezona raziskav je bila leta 1984. 

## Sklic
1. ↑  Stylianou, Philippos (17.–23. junij 2011).  Archaeological excavations Arhivirano 2020-11-27 na Wayback Machine.. Pridobljeno  11. februarja 2013.